# Phomopsis buddleiae
Phomopsis buddleiae är en svampart som beskrevs av Grove 1930. Phomopsis buddleiae ingår i släktet Phomopsis och familjen Diaporthaceae.   Inga underarter finns listade i Catalogue of Life.